# ミセス・ミラー

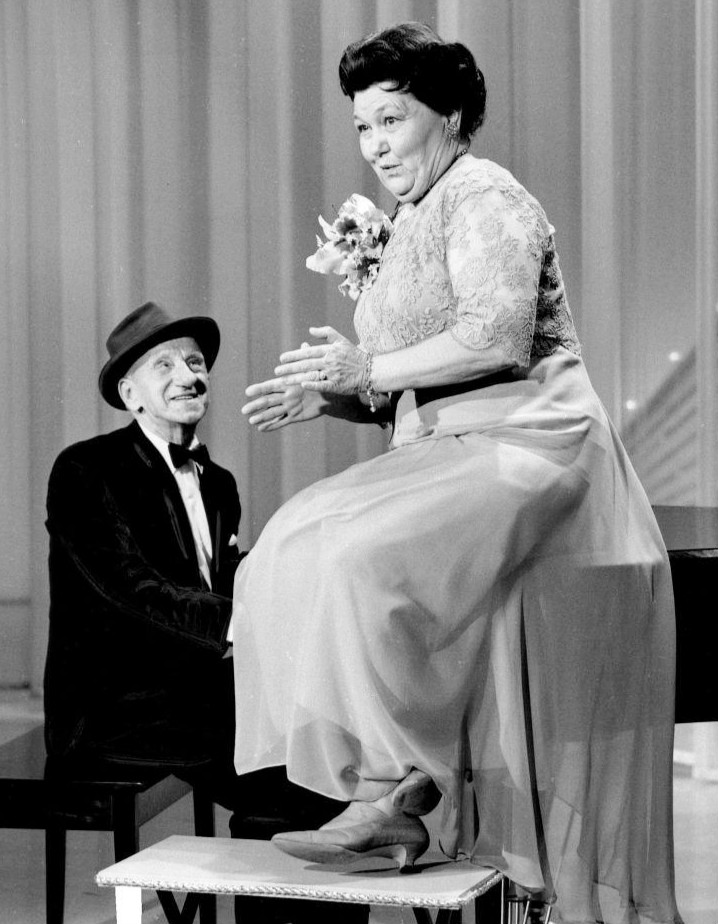
ハリウッド・パレスに出演中のミラーとジミー・デュランテ。

エルヴァ・ルビー・ミラー (1907年10月5日 - 1997年7月5日) は、1960年代に活躍したアメリカの歌手、慈善家。「ムーン・リバー」、「マンデー・マンデー」、「ラヴァーズ・コンチェルト」、「恋のダウンタウン」、「イパネマの娘」など様々な名曲のカバーで知られる。歌手としては高度な声楽教育は受けておらず、独特のビブラートを多用する歌唱法を持ち味とした。 アーヴィング・ウォーレスら、著名な音楽評論家は、ミラーの声を「ゴキブリがゴミ箱の蓋を這いずる音」と評している。
前述の様に、その評価は決して高いとは言えないが、「恋のダウンタウン」は 1966年4月にビルボードホット100シングル 最高82位、同じくB面の「 ラヴァーズ・コンチェルト」は、最高95位の、空前の大ヒットを記録した。

## 経歴
ミラーはミズーリ州ジョブリンに、7人兄弟の3番目として生まれた。その後、1934年に発明家の夫と結婚。同年カリフィルニアに居を移し、ポモナ・カレッジにて声楽や音楽を学んだミラーは歌うことは「趣味の一つ」だと語っていたが、クラシック、ゴスペル、童謡を中心にいくつかのレコードを制作している。また、自費製作のレコードを、地元の孤児院に配布している。アレンジャーのフレッド・ボックは、レコーディングを経て彼女の才能を見出し、もっと現代的な曲を歌うように説得し、レコーディングした音源を様々なレコードレーベルに持ち込んだ。
ミラーの、決して上手いとは言えないが素朴な歌唱は、フローレンス・フォスター・ジェンキンスを思い起こさせ、後のヒットに繋がった。 1967年のライフ誌とのインタビューでは、ミラーはレコーディング・セッションの間、曲のいくつかの録音の内、最悪のものが完成したアルバムに選ばれたと語っている。記念すべき最初の LP は、皮肉にもMrs. Miller's Greatest Hitsと名付けられ、1966年にキャピトルから発売された。著名な曲のカバーを集めたこのレコードは、最初の3週間で 250,000枚以上の大ヒットを飛ばした。
ミラーは、ベトナムにいる米兵のため、ハリウッド・ボウルで歌い、多数のテレビ・トークやバラエティ番組にゲスト出演した。彼女はロディ・マクドウォールの映画にも出演し、「イッツ・マジック」を歌唱した。その後、世間からのミラーへの関心が薄れて行くとともに、彼女自身も歌手としての成功への興味は失っていった。1971年に、ダンヒル・レコードから、レコードアルバム2枚を出したのを最後に、歌手としては完全に引退している。
1973年、正式に引退を発表後は、余生を慈善活動に捧げた。その後はカリフォルニア州の集合住宅に住んでいたが、1994年にノースリッジ地震が発生した後は、1997年に98歳で亡くなるまで、老人ホームで過ごした。彼女の死の2年後には、これまでの楽曲をまとめた、記念アルバムが発売されている。